# ACF Fiorentina
Pour les articles homonymes, voir ACF.
Maillots
Actualités
L'ACF Fiorentina, plus communément appelé la Fiorentina, est un club italien de football basé à Florence fondé officiellement le 26 août 1926 et refondé le 1er août 2002 après une faillite. Le club possède également une section féminine évoluant en Serie A.
À son palmarès figurent une Coupe des Coupes, une Coupe Mitropa, deux Scudetti et six Coupes d'Italie.
Avec le Chelsea FC, La Fiorentina est également la seule équipe à avoir participé aux quatre finales européennes (C1, C2, C3, C4).
L'ACF Fiorentina évolue en Serie A depuis son retour parmi l'élite lors de la saison 2004-2005.

## Histoire

### Les origines
Les origines de la Fiorentina remontent à 1898 avec la création du premier club de football à Florence, le Florence Football Club. C'est un club réservé aux aristocrates et le peuple ne s'y intéresse pas. En 1902, un groupe de jeunes Florentins (dont Italo Capanni, Mario Meloni et un certain Galluzzi, frère d'un futur joueur de la Fiorentina) crée l' Itala F.C. qui dispute ses rencontres dans le quartier de Campo di Marte. En 1908, le Firenze Football Club naît, on retrouve parmi ses fondateurs Oreste Gelli. Cette fois, le terrain de jeu se situe au Parco delle Cascine (sur le Prato del Quercione). À la même époque est créé le Club Sportivo Firenze, initialement consacré au cyclisme et à d'autres sports mineurs, ce n'est qu'après quelques années qu'une section football est fondée. En 1910, la Palestra Ginnastica Libertas (fondée en 1887) monte également une section consacrée au football. En réalité, cette section devait concurrencer directement avec le Club Sportivo Firenze. Les deux équipes jouaient au Prato del Quercione, les deux terrains étant séparés par une simple corde. Les tensions entre les deux équipes montent et ce sont les Ghiozzi Rossi (gobies rouges, appelés ainsi en raison de leur maillot écarlate) de la Libertas qui quittent le Quercione pour trouver asile sur un terrain de la via Bellini.

### La fondation
Finalement, les seules équipes de football qui survivent à Florence sont le Club Sportivo Firenze et la Palestra Ginnastica Libertas. Aucune des deux ne brille au niveau national. Pour résoudre ce problème, les deux clubs pensent à se sacrifier en fusionnant, afin de constituer une équipe unique plus forte, notamment sur le plan économique. De plus, à cette époque, le fascisme encourage les clubs d'une même ville à fusionner, afin d'éviter les divisions qui semblent suspectes aux yeux du régime. Des équipes comme le Napoli et la Roma naissent à ce moment-là grâce à ces fusions. La Fiorentina suit le mouvement avec à sa tête les commissaires fédéraux fascistes Ridolfi et Foschi.
Le 3 juillet 1926, la Libertas joue son dernier match contre Prato avec l'équipe suivante : Sbrana, Farina, Posteiner, Barigozzi, Magnifico, Salvatorini, Mazzacurati, Focosi, Capskay, Segoni II, Baldini.
La Fiorentina est donc fondée le 26 août 1926, dans un cabinet de notaire, officialisant la fusion entre le Club Sportivo Firenze et la section football de la Palestra Ginnastica Libertas. Le premier président est le marquis Luigi Ridolfi (il reste 15 ans à son poste). Le premier entraîneur est Karóly Capskay.
À ce moment-là, toute la presse est consacrée à la mort du légendaire Rudolph Valentino et la création de la Fiorentina est donc reléguée à un entrefilet dans La Nazione : « Scomparso il dualismo fra i maggiori sodalizi che praticano questo genere di sport in Firenze, è ora possibile vedere gli ex soci del Club Sportivo e della Libertas fraternizzare ».
À la mi-septembre de cette année 1926, la liste des équipes participantes au championnat toscan ne comporte pas le nom de Fiorentina mais seulement Firenze. Quelques jours plus tard, la nouvelle équipe dispute son premier match amical contre Le Signe et perd 2-1. La Nazione, le 20 septembre 1926 : « Il debutto della squadra fiorentina che dovrà fra breve iniziare il campionato di prima divisione non è stato felice. I concittadini sono stati battuti da Le Signe per 2-1. L'A.C. Fiorentina ha avuto il torto di cominciare un po' tardi gli allenamenti della squadra. Ma la colpa non crediamo debba ascriversi del tutto gli intendimenti dei dirigenti del nuovo sodalizio calcistico... »
Les couleurs du club sont celles de Florence : le rouge et le blanc. Le maillot est divisé verticalement entre ces deux couleurs.
Trois jours après la défaite contre Le Signe, la Fiorentina dispute un nouveau match amical contre la Sampierdarenese et obtient le match nul 2-2. Voici les équipes :
- 1re mi-temps : Serravalli, Posteiner, Bargioni, Salvatorini, Segoni, Tuti, Focosi, Nichel, Bolteni, Baccilieri, Bandini
- 2e mi-temps : Sbrana, Posteiner, Benassi, Salvatorini, Longoni, Carulli, Baldini, Nichel, Bolteni, Baccilieri, Bandini

### Les débuts

#### 1926-1927: le commencement
L'équipe est admise dans le groupe C pour sa première saison qui n'est pas particulièrement brillante. Ce premier championnat est plutôt l'occasion de se régler et de prendre ses marques. Mais quelques joueurs s'illustrent tel qu'un certain Bolteni qui inscrit 12 buts et termine meilleur buteur de la saison. En réalité, son vrai nom est Rodolfo Volk : né en 1906 à Rijeka (à l'époque ville italienne appelée Fiume) et est sous le coup de la conscription. Ainsi, pour jouer, il doit demander l'autorisation à ses supérieurs qui la lui refusent. Il se présente aux matches sous un faux nom et joue ainsi toute la saison. Par la suite, il est transféré à l'AS Rome où il devient l'idole des tifosi.

#### 1927-1928: première place manquée
L'année suivante, la Fiorentina est reversée dans le groupe R du championnat de Première Division et termine deuxième de ce même championnat, derrière Bari. La victoire 4-1 lors du match retour contre Savoia di Torre Annunziata fait naître une polémique. Ainsi, La Nazione écrit un mois plus tard : « Nous pouvons dire, effectivement, que quelque chose d'irrégulier s'est passé lors de ce match et cela mérite une enquête de la Federcalcio afin de tirer les choses au clair ». Quelques jours plus tard, la Fédération d'Italie de football émet le jugement suivant :
- Savoia a offert une certaine somme d'argent à la Fiorentina pour que cette dernière perde le match.
- La Fiorentina a refusé cette proposition mais ne l'a pas dénoncée.
- Savoia a retiré son offre peu avant le coup d'envoi de la partie.
- La Fiorentina a accepté de ne pas encaisser la prime de victoire en échange de quoi le Savoia s'engageait à ne pas déclarer forfait contre Bari.
- La responsabilité des faits retombent sur le directeur sportif du Savoia et sur le directeur de la Fiorentina.
- Le président Luigi Ridolfi et le conseiller Gino Agostini doivent être radiés.

Les juges retiendront certains points, le verdict est le suivant :
- Les directeurs du Savoia et de la Fiorentina sont exclus (dont Ridolfi et Agostini).
- La partie est annulée (aucun point pour les deux équipes).
- Le Savoia est condamné à payer 4 500 lires et la Fiorentina, 1 000 lires.
- Luigi Ridolfi peut occuper le poste de commissaire extraordinaire de la Fiorentina.

Le dernier match à Bari est décisif pour le championnat : la Fiorentina perd 5-3. Durant la partie, de nombreux incidents se sont déroulés, les joueurs florentins furent insultés et frappés par des supporters baresi. Les réserves déposées par la Fiorentina ne seront pas reçues et le club devra se contenter de la seconde place.

#### 1928-1929: la saison du tassement
Cette saison-là, la Federcalcio décide de réorganiser l'élite du football italien. Elle forme deux groupes de 16 équipes, les huit premières de chaque groupe disputeront la Serie A et les autres seront en Serie B. La Fiorentina est versée dans le groupe B avec des équipes comme Bologne, la Juventus, le Genoa, Brescia, Pro Vercelli, l'Inter (appelé Ambrosiana à l'époque) , Cremonese, la Lazio, le Napoli, etc. La Fiorentina termine dernière de son groupe avec seulement 5 victoires, 26 buts marqués et 96 encaissés. L'équipe est toujours entraînée par Capskay mais il lui est adjoint le Hongrois Julius Feldmann qui restera les saisons suivantes. Les recrues pour disputer cette saison sont Meucci, Lucchetti et Checchi. Le gardien de but de la Fiorentina, Pieri, est remplacé par Sernagiotto après deux prestations calamiteuses : un 0-3 encaissé à domicile face à l'Ambrosiana et un 0-11 encaissé contre la Juventus à Turin.
La semaine suivante, pour affronter le Genoa dans un match important, l'équipe est la suivante : De Prà, Lombardo, De Vecchi, Barbieri, Burlando, Parodi, Puererai, Bodini, Catto, Chiecchi, Rosso. La Fiorentina passe en tête à la mi-temps grâce à un but de Pilato IV mais le Genoa réussit à inscrire deux buts dans les trois dernières minutes de la rencontre pour remporter cette partie décisive. À la fin du match, les supporters de la Fiorentina retiennent l'arbitre, un certain Galassi, l'accusant d'avoir été partial. La situation devient inquiétante, à tel point que les dirigeants florentins durent accompagner l'arbitre jusqu'à la station de Signa, à 20 km de Florence. Le directeur du jeu est tout de même agressé et les instances fédérales infligent une suspension de terrain d'un match.
La semaine d'après, c'est une nouvelle défaite qui conclut le match de la Viola, 2-7 contre le Napoli. Le match de suspension est joué à Modène, contre la Lazio (défaite 0-4).

#### 1929-1930: la Serie B
Le célèbre maillot violet du club avec une fleur de lys rouge comme blason (les joueurs sont d'ailleurs souvent surnommés les gigliati (giglio = lys)) est endossé pour la première fois le 22 septembre 1929 lors d'un match amical contre l'AS Rome. La légende dit que la couleur particulière vient d'une erreur au moment du lavage, des fleurs de lavande déteignant sur les maillots. Selon Indro Montanelli, grand tifoso de la Fiorentina, le violet est une couleur extraite de la lavande grâce à des alchimistes florentins et fait donc partie de l'histoire la ville. Toujours est-il que le violet est adopté comme couleur officielle de la Fiorentina.
Pour sa première saison en Serie B, la Fiorentina se classe quatrième avec 40 points. L'équipe-type est alors : Sernagiotto, Magli, Renzo, Sinibaldi, Staccione, Pizziolo, Neri, Lucchetti, Staffetta, Baldinotti, Galluzzi, Rivolo. Mario Pizziolo et Bruno Neri jouèrent plus tard en équipe nationale.

#### 1930-1931: la promotion en Serie A
La saison 1930-1931 de Serie B voit la Fiorentina finir en tête du championnat avec 46 points. Le point décisif est obtenu sur la pelouse de La Spezia grâce à un but de Fortunato Baldinotti. La Fiorentina prend sa revanche sur Bari qui finit cette fois second après avoir empêché le club florentin de monter trois ans auparavant. À la précédente formation se sont ajoutés Bruno Ballante surnommé il Gatto Magico (le Chat magique), transféré de l'AS Rome et le défenseur Renato Vignolini.
L'équipe est donc : Ballante, Corbyons (Magli R.), Vignolini, Staccione, Pizziolo I (Neri), Neri (Pizziolo II), Lucchetti, Staffetta (Moretti), Baldinotti, Galluzzi, Rivolo.
Luigi Ridolfi avait alors repris la présidence du club, après avoir été nommé Commissaire extraordinaire de la Fédération en 1928. Lorsque la Fiorentina apprend sa promotion, Ridolfi présente sa démission pour tous ses mandats fédéraux mais la FederCalcio lui propose de rester à son poste, ce qu'il accepte volontiers.

### La Serie A

#### Le recrutement: Pedro Petrone,el Artillero

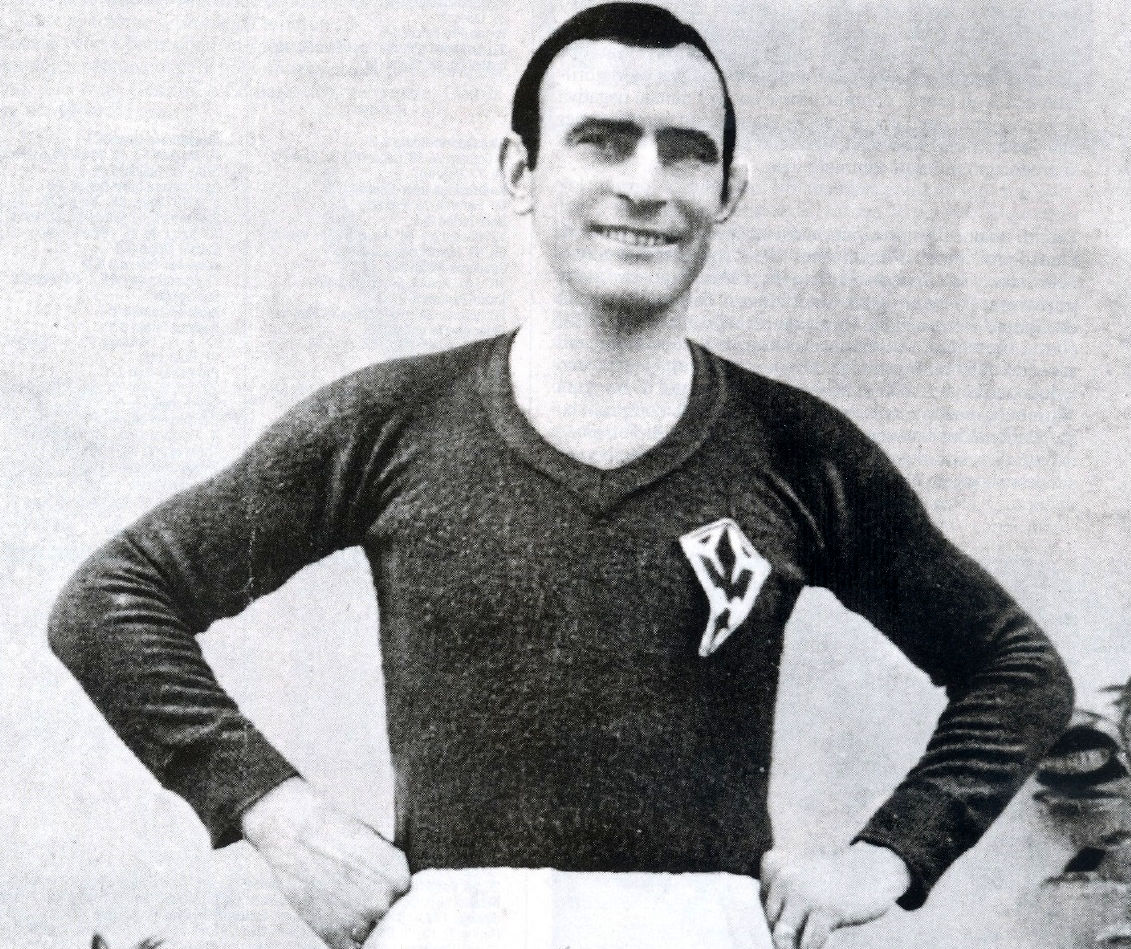
Petrone sous les couleurs florentines.

La Fiorentina tout juste promue en Serie A doit pouvoir soutenir la comparaison avec les meilleures équipes que sont la Juventus, le Genoa, l'Ambrosiana, Bologne ou encore l'AS Rome. Pour cela, l'équipe viola recrute le défenseur Gazzari (US Triestina), le milieu de terrain Giuseppe Bigogno (AC Legnano), Alfredo Pitto (premier sélectionné en équipe d'Italie de l'histoire de la Fiorentina dès 1931), Antonio Busini (Bologne) et Gastone Prendato (Padoue).
Même l'entraîneur, Feldmann, désormais seul à la suite du départ de Csapkay, est estimé incapable pour la Serie A. Les dirigeants toscans font appel à l'Autrichien Hermann Fellsner, alors en poste à Bologne.
Mais il manque toujours un avant-centre qui pourrait tirer l'équipe vers le haut. Juste avant le début du championnat, l'Uruguayen Pedro Petrone, joueur du Nacional Montevideo, est recruté pour 30 000 lires. Il est surnommé el Artillero (l'Artilleur). Petrone est la vedette de l'équipe d'Uruguay lors des Jeux olympiques de 1924 et 1928, lorsqu'il mène sa sélection à la médaille d'or. Lors de la Coupe du monde 1930, première du nom, il est en revanche décevant en dépit du titre remporté par son pays. C'est donc un champion en quête de rachat qui débarque le 6 août 1931 à Gênes après une longue traversée sur un luxueux paquebot. Son salaire est de 20 000 lires par mois, soit le double d'un haut fonctionnaire d'État mais seulement la moitié des émoluments de Raimundo Orsi, star de la Juventus. En même temps que Petrone débarque un autre joueur uruguayen, Guido Lamio, défenseur du Peñarol. Mais une blessure mal soignée contractée dès son arrivée le fera rentrer en Uruguay après quelques mois seulement, sans n'avoir jamais porté le maillot violet.
Les anecdotes sont nombreuses à son sujet. Ainsi, l'histoire dit que Petrone est arrivé en Italie sans ses chaussures à crampons et après avoir fait le tour des magasins florentins, il demande à ses dirigeants d'envoyer un télégramme en Uruguay pour récupérer les siennes. Finalement, lors d'une visite à Bologne, son ami Sansone lui trouve la paire qui fera toute la (magnifique) saison, probablement via Rizzoli.
Ou encore, lors d'un entraînement sur le terrain de Giglio Rosso, sur la Viale dei Colli, il tire si fort dans le ballon que celui-ci s'en va casser une vitre d'une villa voisine.
Petrone, bon vivant et grand amateur de cuisine italienne, est souvent en dehors des terrains avec Carlos Gringa, qui est d'ailleurs resté toute sa vie à Florence. Après une première saison de haut niveau, Petrone baisse de rythme la seconde année. Une altercation avec l'entraîneur, Fellsner, auquel les dirigeants donnent raison en condamnant Petrone à une amende de 2 000 lires pousse ce dernier à quitter, en pleine nuit, l'Italie pour retrouver sa terre natale, le 24 mars 1933.

#### Le nouveau stade: Giovanni-Berta

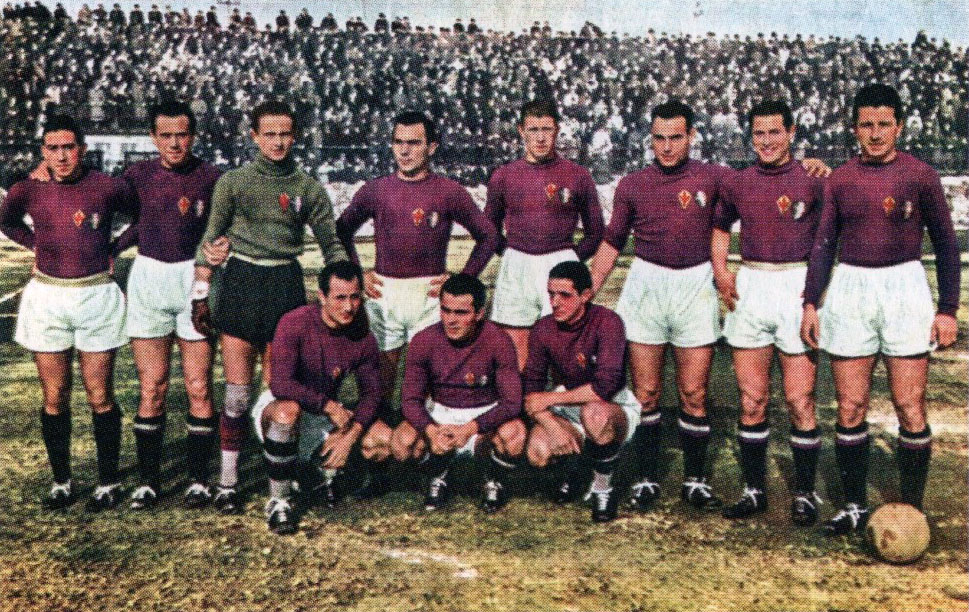
L'équipe viola de la saison 1940-1941.

Avec la promotion en Serie A, le vieux stade qui se trouve via Bellini n'est plus adapté. Il faut donc en construire un nouveau, comme le veut Luigi Ridolfi (qui a repris la présidence du club, perdue après l'affaire de Torre Annunziata en 1928). Initialement, il devait se situer au Parco delle Cascine où se trouvaient déjà plusieurs installations sportives mais c'est finalement le quartier du Campo di Marte qui est retenu, car plus spacieux et mieux desservi par les lignes de chemin de fer. Le projet est confié à l'architecte Pier Luigi Nervi.
Au début, le stade est nommé Giovanni Berta, un militant fasciste mais, après la Seconde Guerre mondiale, il est rebaptisé le Stadio Comunale. Ce n'est qu'en 1991 qu'il prend le nom d'Artemio Franchi, en référence à l'ancien président de la FIGC.
Ce nouveau stade est inauguré officiellement le 13 septembre 1931 lors d'un match amical opposant la Fiorentina aux Autrichiens du VfB Admira Wacker Mödling, arbitré par Bevilacqua et gagné 1-0 par les Italiens grâce à un but de Pedro Petrone. À cette occasion, le ballon est jeté d'un avion par le pilote acrobatique florentin Vasco Magrini. Les équipes sont les suivantes :
- Fiorentina : Ballante, Gazzari, Vignolini, Pizziolo, Bigogno, Pitto, Prendato, Busini, Petrone, Galluzzi (Bonesini), Rivolo
- Admira : Zohler, Janda, Paolich, Mirschitza, Hummenberger, Porcht, Ranft, Klima, Steuber, Cernitz, Langer

En réalité, le premier match joué dans ce stade est un match amical entre la Fiorentina et le Montevarchi, le 10 septembre 1931 et remporté par l'équipe locale 6-0 (dont 4 buts de Petrone).

#### Les années dorées: deuxScudetti

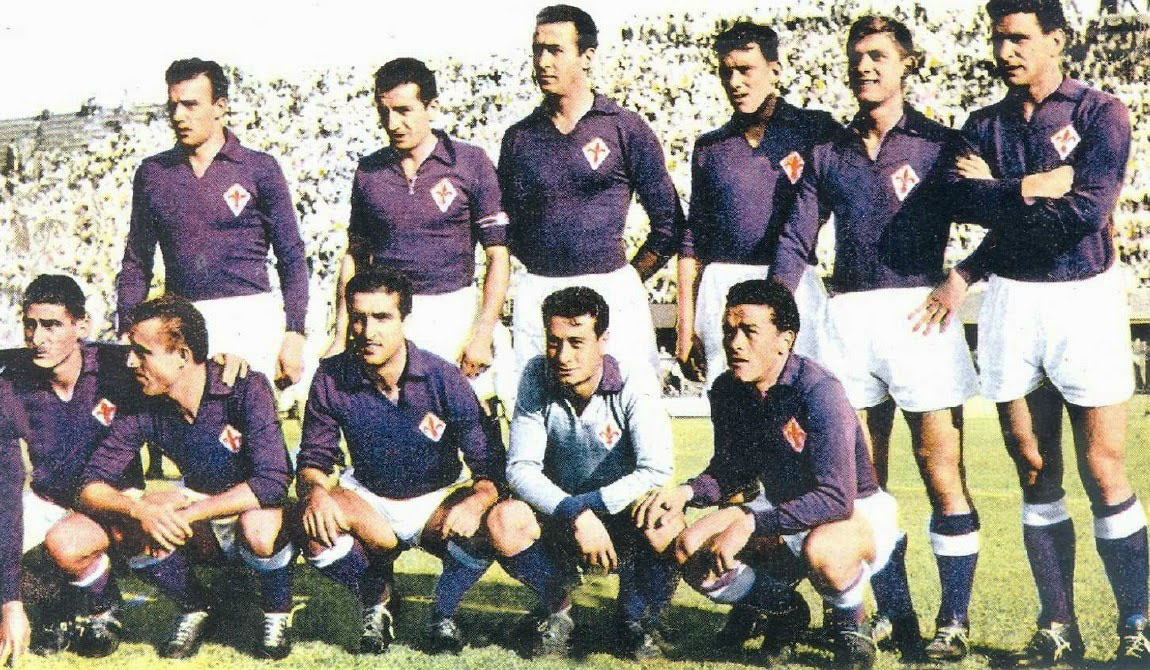
La Fiorentina scudettata en la saison 1955-1956.

Lors de la saison 1955-1956, la Fiorentina remporte son premier Scudetto. Le président de l'époque est Enrico Befani, un industriel du textile venant de Prato. Il a investi pour avoir une équipe compétitive, notamment avec l'attaquant argentin originaire de Sorrente Miguel Montuori, qui jouait auparavant au Chili, l'Italien Giuseppe Virgili mais aussi avec l'ailier brésilien Júlio Botelho, dit Julinho. Ce dernier a été repéré lors de la Coupe du monde 1954 par l'entraîneur florentin Fulvio Bernardini qui le considère comme le meilleur ailier droit au monde. Le milieu de terrain est composé de joueurs très techniques comme Guido Gratton, Armando Segato, Maurilio Prini (en) ou Claudio Bizzarri. En défense sont alignés Beppe Chiappella, Ardico Magnini et Sergio Cervato. Le capitaine Francesco Rosetta (en) fait la liaison entre la ligne arrière et le milieu de terrain. Enfin, le gardien est le jeune Giuliano Sarti qui joue ensuite dans la glorieuse équipe de l'Inter des années 1960.
Pour l'équipe de Fulvio Bernardini, cette saison ressemble à une marche triomphale. En effet, la Fiorentina arrive invaincue pour la dernière journée où ils s'inclinent 3-1 contre le Genoa à Marassi. Le Scudetto est déjà acquis et fêté depuis le week-end précédent où, pour son dernier match à domicile, la Fiorentina bat 4-1 la Lazio Rome, le 27 mai 1956.
Lors de la saison 1956-1957, la Fiorentina participe à la Coupe des champions et est la première équipe italienne à disputer la finale de la prestigieuse compétition, contre le Real Madrid d'Alfredo Di Stéfano, au Stade Santiago Bernabéu de Madrid. Les Florentins perdent ce match 2-0 après une succession d'erreurs arbitrales, notamment un but parfaitement valable refusé à Julinho et plusieurs fautes inexistantes offertes aux Merengues.

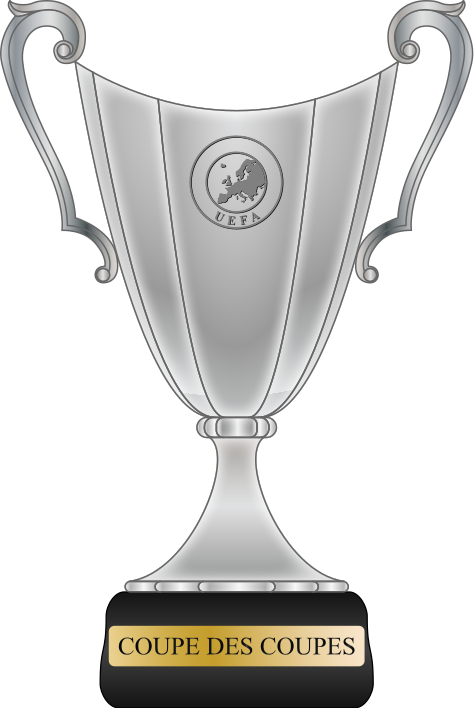
La Fiorentina remporte la Coupe d'Europe des vainqueurs de coupe 1961.

En championnat, la Fiorentina signe quatre deuxièmes places consécutives et en 1961, elle remporte la première édition de la Coupe des Coupes contre les grands favoris du Rangers FC, 2-0 puis 2-1. La Viola récidiva l'année suivante mais fut battue en finale par l'Atlético de Madrid, 1-1 puis 3-0.

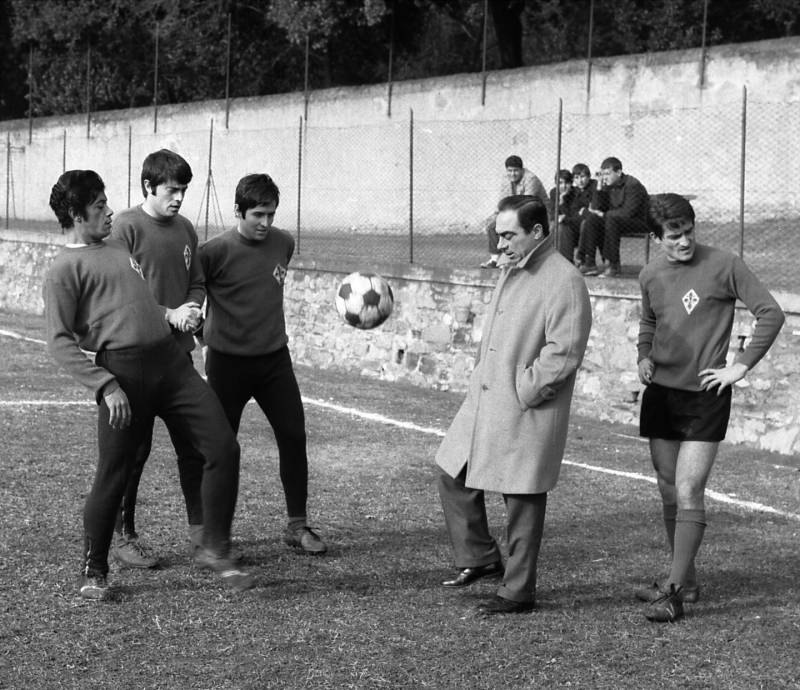
Amarildo, Merlo, De Sisti, entraîneur Pesaola et Rizzo ; c. 1968.

En 1969, Florence remporte son deuxième championnat. Après un départ moyen, elle arrive à devancer le Milan AC et Cagliari.
Le match décisif est remporté 2-0 à Turin, contre l'ennemi, la Juventus. Les principaux joueurs de cette glorieuse saison sont : Chiarugi, De Sisti, Amarildo, Esposito (en), Merlo (en), Maraschi (en), Ferrante, Brizi (en), Rizzo et Superchi (en). L'entraîneur étant Bruno Pesaola.

### De Pontello à Cecchi Gori

#### Les années 1970: la décennie vide
Les années 1970, en dehors de la victoire en Coupe d'Italie en 1975, ne sont guère fameuses. La Fiorentina reste dans le ventre mou du classement, risquant même d'être relégué en Serie B en 1971 et en 1978.
Des jeunes joueurs acquis lors de la première moitié des années 1970 comme Moreno Roggi ou Vincenzo Guerini, seul Giancarlo Antognoni confirme tout son potentiel au plus haut niveau. Le centre de formation florentin donne aussi quelques bons joueurs, comme Claudio Desolati et Giovanni Galli. Les présidents Ugolini et Melloni n'ont pas les moyens d'acquérir de grandes stars et les supporters florentins doivent donc se contenter de joueurs honnêtes comme Alessio Tendi, Steno Gola, Giancarlo Galdiolo et Marco Rossinelli. L'équipe n'est donc jamais parvenue à de grands résultats.

#### 1981-1982: à un pas du titre

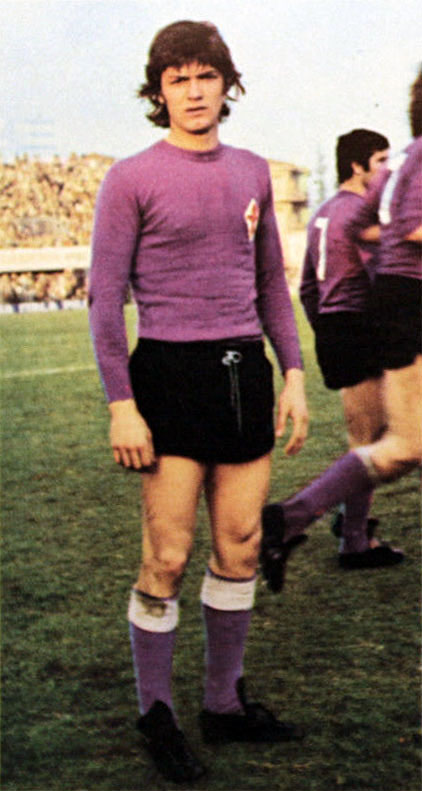
Giancarlo Antognoni.

Dans les années 1980 arrivent de nouveaux dirigeants avec à leur tête Flavio Pontello, chef d'entreprise dans le BTP. En 1981, Pontello décide de changer les symboles comme l'hymne du club et surtout le lys, ce qui ne manque pas de provoquer la colère des supporters. Mais à cela, les nouveaux patrons du club florentin recrutent des joueurs de haut niveau : Francesco Graziani et Eraldo Pecci du Torino Football Club, le milieu de terrain argentin du FC Séville Daniel Bertoni, la révélation de l'AC Monza Daniele Massaro ou encore le solide défenseur Pietro Vierchowod, prêté par la Sampdoria.
Le patron de l'équipe sur le terrain est Giancarlo Antognoni mais le 9 octobre 1981, à la 57e minute de Genoa-Fiorentina (2-3), le portier génois Silvano Martina blesse gravement le stratège florentin, qui perd connaissance. Il reste privé de terrain pendant quatre mois à la suite d'une fracture du crâne. Un moindre mal, puisqu'il aurait pu y rester.
Pour le remplacer, le directeur sportif Corsi recrute Luciano Miani mais Antognoni est irremplaçable et il fait son retour contre Cesena pour une victoire 1-0 avant d'inscrire un but de 40 mètres lors d'un déplacement à Naples.
À la dernière journée, la Fiorentina et la Juventus sont à égalité de points avec 44 unités. Le calendrier est le suivant : Cagliari - Fiorentina et Catanzaro - Juventus. Alors que la Viola se voit refuser un but inscrit par Graziani pour une faute peu évidente de Bertoni, la Juventus gagne 1-0 grâce à un penalty de Liam Brady consécutif à une faute de main d'un défenseur calabrais. À la suite de cela, les supporteurs florentins inventent le slogan « Meglio secondi che ladri » (« Mieux vaut être seconds que voleurs »).

#### 1990: une finale et une contestation
En football, l'année 1990 en Italie est marquée, non seulement par la Coupe du monde qui se déroule dans la péninsule, mais aussi par la révolte contre la famille Pontello dans l'affaire Roberto Baggio. La Fiorentina retombe dans ses vieux travers en luttant pour le maintien. En revanche, elle obtient de très bons résultats en Coupe UEFA éliminant, dans l'ordre, l'Atlético de Madrid, le FC Sochaux, l'AJ Auxerre, le Dynamo Kiev et, en demi-finale, le Werder Brême.
En finale, on retrouve deux équipes d'un même pays : la Fiorentina et la Juventus. À l'aller, la Fiorentina s'incline 3-1 sur la pelouse turinoise. Une rencontre qui déclenche immédiatement une polémique sur l'arbitrage d'Emilio Soriano Aladrén, contestation illustrée par le défenseur Celeste Pin qui crie « Ladri ! » au micro de la RAI. Le match retour se dispute à Avellino, le stade Artemio Franchi étant suspendu.
Mais les Florentins sont plus inquiets pour une autre information. En effet, le lendemain de la défaite en finale de l'UEFA, Pontello annonce la vente de Roberto Baggio, véritable idole, à l'ennemi juré de la Juventus. Malgré cela, les dirigeants florentins annoncent leur intention de rester à la tête du club.
Cela déclenche une véritable colère de la part des supporters violets qui manifestent devant le siège du club ainsi qu'aux abords de la propriété des Pontello. Ces manifestations aboutissent à la vente du club par Pontello au producteur de cinéma Mario Cecchi Gori.

### Les années Cecchi Gori

#### 1992-1993: le retour en B
Pour sortir la Fiorentina du milieu de tableau, Cecchi Gori décida d'investir dans de nouveaux joueurs, notamment Stefan Effenberg et Brian Laudrup du Bayern Munich.
En début de saison, les résultats sont conformes aux attentes des dirigeants florentins, avec des hauts (victoire 7-1 contre Ancône) et des bas (défaite 3-7 contre le Milan AC). Mais le 3 janvier 1993, Vittorio Cecchi Gori, vice-président du club, licencie l'entraîneur Luigi Radice alors que l'équipe occupe la deuxième place du classement. En réalité, on prête à Radice une liaison avec Rita Rusic, la femme de Vittorio Cecchi Gori.
Le club florentin fait alors appel à Aldo Agroppi mais les résultats mitigés s'accumulent et Agroppi est rapidement remplacé par Luciano Chiarugi et Giancarlo Antognoni qui ne réussissent pas à sauver la Fiorentina.
En effet, le 6 juin 1993, pour la dernière journée de championnat, l'Udinese et la Fiorentina sont au coude-à-coude pour le maintien. La Viola accueillait Foggia pendant que l'Udinese se déplace à Rome pour y affronter l'AS Roma. Malgré la victoire 6-2 de la Fiorentina contre les Apuliens, le match nul dans l'autre rencontre condamne les Florentins à une descente en Serie B après 54 ans au plus haut niveau.

#### Mort de Mario Cecchi Gori
Le 5 novembre 1993, le célèbre producteur Mario Cecchi Gori décède, probablement d'un infarctus. Une foule immense assiste à ses obsèques, l'applaudissant de longues minutes. Selon les vœux de Cecchi Gori, la présidence du club est donnée à son fils, Vittorio Cecchi Gori.

#### 1993-1995
Vittorio Cecchi Gori, associé à sa mère Valeria (présidente d'honneur), sait recruter des joueurs tels que Francesco Toldo, Anselmo Robbiati, Rui Costa, Andrei Kanchelskis, Edmundo et Enrico Chiesa.
La saison 1993-1994 (en Serie B), avec Gabriel Batistuta et d'autres jeunes de talents sous la conduite de Claudio Ranieri est gagnée à l'avant-dernière journée, permettant à la Fiorentina de retrouver l'élite.
De retour en Serie A, la Fiorentina recrute de nouveaux joueurs dont Rui Costa, le passeur de Benfica et le nouveau champion du monde Márcio Santos (Bordeaux). Si le premier est une vraie réussite, devenant un des chouchous du public, le deuxième sera une déception et quittera le club au bout d'un an, rejoignant l'Ajax. Mais la réelle révélation est Gabriel Batistuta qui termina meilleur buteur du championnat, battant au passage le record du nombre de buts inscrits consécutivement, détenu jusqu'alors par Ezio Pascutti. La Fiorentina termina dixième.

#### 1995-1996: le premier trophée de l'ère Cecchi Gori
Pour cette nouvelle année, la Fiorentina se renforce avec les arrivées de Lorenzo Amoruso, Emiliano Bigica (tous deux de l'AS Bari), Stefan Schwarz (Arsenal) et Michele Serena (Sampdoria).
L'équipe semble pouvoir jouer les premiers rôles et, à la mi-saison, elle est considérée comme un possible prétendant au titre. Mais faute d'un banc suffisant, la Viola finit troisième, à égalité avec la Lazio Rome de Zdeněk Zeman.
Mais la fin de saison est surtout marquée par la conquête d'une nouvelle Coupe d'Italie, vingt-et-un ans après la dernière. L'objectif semble réalisable, surtout après la fantastique demi-finale où la Viola élimine l'Inter 3-1 puis 1-0 avec notamment un lob magnifique de Gabriel Batistuta. La finale aller se joue à Florence et voit la victoire des locaux 1-0 grâce à un nouveau but de l'Argentin, en position de hors-jeu. Au retour de Bergame, la Fiorentina l'emporte 2-0 (Amoruso, Batistuta) et se voit ainsi attribué le trophée. Le retour en Toscane est mémorable, les joueurs étant accueillis par 40 000 personnes à 3 h du matin.

#### 1996-1998: la fin du cycle Ranieri et le court passage de Malesani
La saison 1996-1997 débute avec la victoire en Supercoupe d'Italie contre le Milan AC, à San Siro (2-1) avec deux buts de Gabriel Batistuta contre une réalisation de Dejan Savićević pour le Milan. Ainsi la Fiorentina est la première équipe vainqueur de la Coupe d'Italie à remporter la Supercoupe. La fête est double car le titre est conquis le 25 août 1996, la veille du 70e anniversaire de la création du club. Cette même année, le club recrute Luis Oliveira, Aldo Firicano et Vittorio Pusceddu (tous trois de Cagliari). En janvier 1997, Cecchi Gori recrute également la "star" promise en la personne du milieu de terrain russe Andrei Kanchelskis. Ce dernier ne s'adapte pas réellement, notamment à cause de problèmes physiques récurrents.
En Coupe des coupes, le parcours florentin s'interrompt en demi-finale, contre le FC Barcelone. Malgré un résultat nul obtenu au Camp Nou grâce à un but magnifique de Gabriel Batistuta, la Viola perd son match à domicile sur le score de 2-0. En championnat, le club échoue à la neuvième place, se privant ainsi d'une qualification européenne, ce qui précipite le licenciement de Claudio Ranieri. Il est remplacé par Alberto Malesani, le jeune entraîneur du Chievo Vérone (Serie B).
Le principal recrutement de l'été 1997 est celui de l'attaquant brésilien Edmundo (surnommé O' Animal), précédé d'une réputation de joueur talentueux mais turbulent. Il est néanmoins blessé à son arrivée. Le nouvel entraîneur sait rapidement se faire accepter. En effet, lors de la première journée, la Fiorentina gagne son match sur la pelouse de l'Udinese grâce à deux buts dans les arrêts de jeu de Gabriel Batistuta. À la fin de la partie, Malesani, euphorique, se dirige vers la tribune réservée aux supporters florentins afin de fêter ce premier succès avec eux. Cette scène lui vaut le surnom d'Allenatore Ultrà (entraîneur ultra). La saison 1997-1998 est marquée par la grande inconstance des résultats, la Fiorentina alternant les bons résultats contre les favoris du championnat et les résultats décevants contre les « petits » de Serie A. L'effectif est notamment amputé par les blessures à répétition d'Andrei Kanchelskis qui a réalisé un bon début d'exercice. Ainsi, c'est le duo Rui Costa-Batistuta qui porte l'équipe. Il est renforcé par Edmundo en janvier, rapidement adopté et devenant l'une des idoles du Stade Artemio Franchi.
Malgré une bonne saison terminée à la cinquième place, les rapports difficiles entre Cecchi Gori et Malesani aboutissent au départ de l'entraîneur. Après une période de flottement où Renzo Ulivieri (Bologne) et Emiliano Mondonico (Atalanta Bergame et supporter déclaré de la Fiorentina) sont pressentis pour occuper le poste, c'est Giovanni Trapattoni, l'un des meilleurs techniciens du moment, qui remporte la mise.

#### 1998-2000: l'ère Trapattoni

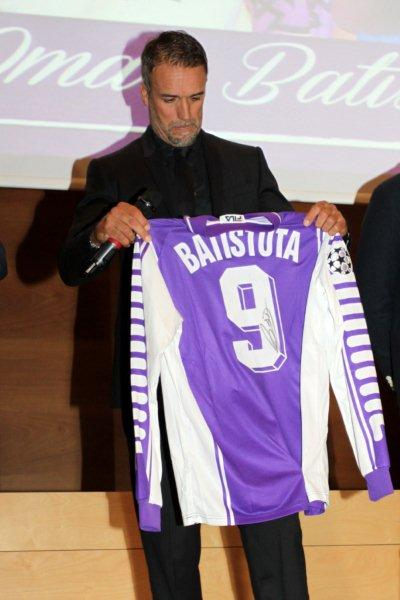
Gabriel Batistuta.

Lors du Championnat 1998-1999, la Fiorentina, entraînée par Giovanni Trapattoni, reste longtemps en cours pour le Scudetto, remportant même le symbolique titre de « champion d'automne », guidée par un Gabriel Batistuta au sommet de sa forme. Cependant, l'édifice s'écroule en février, avec les effets combinés de la blessure du goleador argentin et des critiques émises à l'encontre d'Edmundo, aperçu lors du Carnaval de Rio. Finalement, la Viola termine à la troisième place, profitant du nouveau système de qualification à la Ligue des champions (troisième et quatrième place qualificatives) pour accéder au tour préliminaire de la compétition.
Concernant les joutes européennes, la Fiorentina dispute la Coupe UEFA lors de cette saison 1998-1999. Mais l'équipe florentine est éliminée dès les 1/16e de finale par une décision de l'UEFA, qualifiée par les Italiens de discutable. Après avoir remporté le match aller sur la pelouse du Grasshopper-Club Zurich (0-2), la Fiorentina doit disputer la seconde manche à Salerne, au Stadio Arechi, en vertu d'une décision prise trois ans auparavant à la suite d'objets lancés sur le terrain. Alors qu'elle mène au score, des supporters salernitains devenus hostiles à la Fiorentina depuis des incidents en championnat, jettent une « bombe agricole » en direction des joueurs florentins, blessant au genou droit le quatrième arbitre belge Philippe Flamant. La Fiorentina est jugée responsable des incidents et perd le match 3-0.
Les 24 et 25 juillet 1999, au Giants Stadium de New York, l'équipe de Trapattoni remporte un tournoi amical appelé "Gotham Cup", auquel participent également Aston Villa, l'Ajax et le Panathinaïkos. Après avoir battu les Grecs sur le score de 3-0 (buts d'Enrico Chiesa, Abel Balbo et Luis Oliveira), elle bat les Anglais 4-0 en finale (doublé de Gabriel Batistuta, Predrag Mijatovic et Rui Costa).
La saison 1999-2000 marque le retour, après trente ans d'absence, de la Fiorentina au sein de la compétition continentale majeure : la Ligue des champions. Après avoir largement dominé les Polonais du Widzew Łódź (3-1, 2-0), le tirage au sort désigne comme adversaires Arsenal (Angleterre), le FC Barcelone (Espagne) et l'AIK Solna (Suède). Les débuts sont difficiles puisque le match nul (0-0) à domicile contre Arsenal est suivi d'une nette défaite à Barcelone (4-2) puis d'un nouveau résultat nul en Suède (0-0). Mais la victoire (3-0) contre l'AIK à domicile remet en course les Florentins pour la qualification. Le 27 octobre 1999 se joue le match décisif Arsenal-Fiorentina, les deux équipes comptant chacune cinq points à deux matches de la fin. Avec le système de la différence de buts particulière, la victoire est qualificative pour le second tour. Et c'est grâce à un but de Gabriel Batistuta, à un quart d'heure de la fin, que la Fiorentina devient le premier club italien à vaincre un club anglais à Wembley, avant sa destruction.
Après un spectaculaire match nul contre Barcelone (3-3 dont un but magnifique de Mauro Bressan), les Florentins accèdent donc au second tour où ils retrouvent Manchester United (Angleterre), Valence CF (Espagne) et Bordeaux (France), tous trois champions dans leur pays respectif. Cette seconde phase débute par une victoire contre Manchester United à domicile (2-0, buts de Gabriel Batistuta et Abel Balbo), une nouvelle victoire au Stade Artemio Franchi contre Valence (1-0, but de Predrag Mijatovic) et un match nul (0-0) sur le terrain des Girondins de Bordeaux. Alors qu'ils sont en passe de se qualifier, les Florentins s'écroulent à la suite de la défaite (2-0) à Valence, concédée dans des conditions difficiles puisqu'un but est refusé à Rui Costa à la 90e minute alors que le score n'est que de 1-0, le tout pour un hors-jeu imaginaire. Par la suite, la Viola concède une nouvelle défaite face à Manchester United (3-1) puis un match nul, sur sa pelouse, contre Bordeaux (3-3). Elle finit troisième de la poule et se fait donc éliminer de la Ligue des champions.
En Championnat, la Fiorentina obtient une décevante septième place, se qualifiant tout de même pour la Coupe de l'UEFA. Giovanni Trapattoni quitte le club pour prendre en charge l'Équipe d'Italie.

#### 2000-2002: Coupe d'Italie, relégation et faillite
Le début des années 2000 se révèle très difficile pour la Fiorentina, malgré la sixième victoire en Coupe d'Italie. Les joueurs florentins battent Parme en finale, grâce à un succès 1-0 obtenu en Émilie-Romagne avant un match nul 1-1 à Artemio Franchi. En championnat ainsi qu'en Coupe UEFA, la saison est plus difficile, puisque le club ne se classe que dixième en Serie A alors qu'au niveau européen, la Viola se fait éliminer dès le premier tour par les Autrichiens du FC Tirol Innsbruck. Roberto Mancini prenant même la place de Fatih Terim en cours de saison.
Lors de la saison 2001-2002, l'équipe florentine ne peut faire mieux que 17e (sur 18 clubs) et se voit donc reléguée. Ni le licenciement de Roberto Mancini en janvier 2002 (remplacé par Ottavio Bianchi), ni l'apport certain du jeune espoir brésilien Adriano (arrivé lui aussi en janvier) ne suffisent à sauver le club. Mais le pire arrive. Malgré les ventes de Gabriel Batistuta à l'été 2000, de Rui Costa et Francesco Toldo à l'été 2001, la Fiorentina se retrouve en grandes difficultés financières, avec un passif de 22 M€. La Fédération d'Italie de football décide donc de l'exclusion du club du prochain exercice de Série B avant que le tribunal administratif de Florence ne décide de mettre en faillite la société AC Fiorentina Spa, permettant à la Ternana Calcio de sauver sa place parmi la seconde division italienne.

### Della Valle

#### La Florentia Viola
Grâce à l'action du maire Leonardo Domenici et de son adjoint au sport Eugenio Giani, qui fondent en août 2002 la société Fiorentina 1926 Florentia, Florence ne reste pas sans football. Le nom du club est changé en Florentia Viola quand il est repris par l'entrepreneur Diego Della Valle. C'est avec ce nom que le club est inscrit, pour la saison 2002-2003, en Serie C2, groupe B. Il aurait dû reprendre en Serie D, soit le plus haut niveau amateur, mais la relégation administrative de la SS Cavese (pour tricherie) libère une place au dernier échelon professionnel.
L'équipe, dans laquelle le capitaine Angelo Di Livio décide de continuer à jouer en raison de son grand attachement à Florence, est entraînée par Pietro Vierchowod et Alberto Cavasin. Elle réussit à finir en tête de son groupe, malgré trois défaites à domicile contre Rimini, le Montevarchi Calcio Aquila 1902 et l'Associazione Sportiva Gualdo Calcio, ainsi qu'une lourde défaite lors du derby à Grosseto. Cette accession en Serie C1 est notamment le fait de l'attaquant Christian Riganò. Le propriétaire, Diego Della Valle, réussit à acquérir le logo historique du club. Toutefois, un désaccord avec l'ancien propriétaire, Cecchi Gori, conduit le club à se renommer ACF Fiorentina au lieu de retrouver son ancien nom (AC Fiorentina). Le 19 mai 2003, la Florentia Viola devient officiellement l'ACF Fiorentina S.p.A..

#### Le retour en Serie A
À la suite du Caso Catania, le président de la Fédération d'Italie de football, Franco Carraro, admet la Fiorentina directement en Serie B pour la saison 2003-2004 après la relégation de Cosenza. Une Serie B exceptionnellement composée de 24 équipes, puisque, en plus de la Fiorentina, Catane, le Genoa et la Salernitana sont intégrés, provoquant une vaste polémique.
La Fiorentina commence donc cet exercice de Serie B avec une équipe prévue pour la Serie C1, ce qui engendre un début de saison relativement médiocre et précipite, en janvier 2004, le remplacement de l'entraîneur Alberto Cavasin par Emiliano Mondonico. Avec ce dernier, les joueurs florentins réussissent une formidable série de résultats, accrochant la sixième place, se qualifiant ainsi in-extremis pour les barrages de promotion/relégation. L'adversaire de ce match est Pérouse, 15e de Serie A. Lors de la première partie, la Fiorentina s'impose à Pérouse (1-0, but d'Enrico Fantini), avant de concéder le match nul (1-1) sur sa pelouse. À la faveur des deux matches, la Viola regagne donc la Serie A après seulement deux ans d'absence.

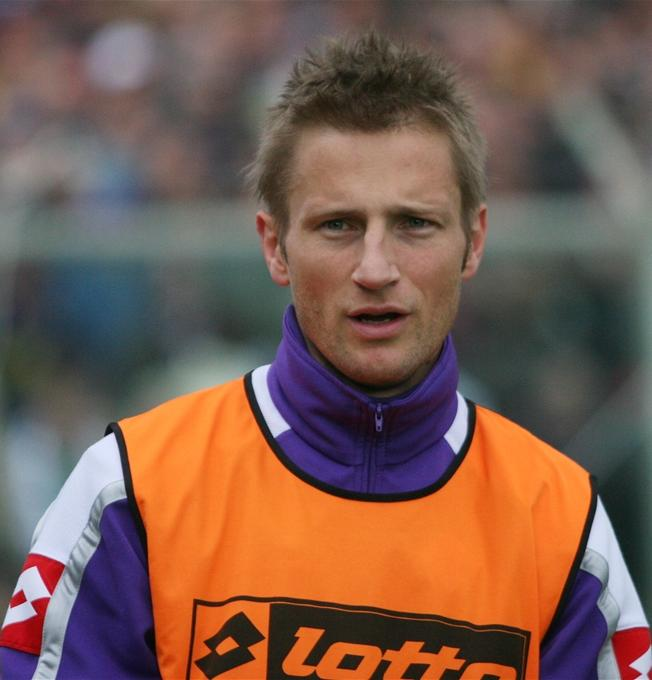
Martin Jørgensen, milieu de terrain.

Pour le retour du club au plus haut niveau, les dirigeants florentins font un effort de recrutement, avec Fabrizio Miccoli, Enzo Maresca, Christian Obodo, Dario Dainelli, Tomáš Ujfaluši, Martin Jørgensen et Cristiano Lupatelli. Malgré tout, de nombreux joueurs présents en Serie C2 sont toujours dans l'effectif. Et l'équipe connaît des débuts difficiles.
Emiliano Mondonico est licencié après la première journée de championnat, à cause de déclarations publiques n'ayant pas plu aux dirigeants. Il est remplacé par l'entraîneur des gardiens, Sergio Buso. Mais ce dernier est également écarté du poste d'entraîneur à la suite des résultats peu probants de son équipe. C'est l'ancien sélectionneur de l'Équipe d'Italie, Dino Zoff, qui le remplace. À la fin des matches aller, la Fiorentina est en course pour une place en Coupe UEFA mais une série de quatre défaites consécutives précipite l'équipe en position difficile, proche de la zone de relégation. Lors du mercato hivernal, le club recrute Marco Donadel (Sampdoria Gênes, 3 M€), Giampaolo Pazzini (Atalanta Bergame, 6 M€) ainsi que l'attaquant bulgare Valeri Bojinov, jusqu'alors à Lecce et considéré comme un grand espoir.
Le maintien n'est acquis que lors de la dernière journée où pas moins de neuf équipes sont concernées par la relégation. Grâce à la victoire contre Brescia (3-0) et au match nul entre Bologne et Parme (toutes deux condamnées aux barrages), la Fiorentina évite la descente. C'est également la dernière saison d'Angelo Di Livio, auteur de 12 matches.

### L'ère Della Valle - Corvino - Prandelli

#### 2005-2006: la quatrième place retirée

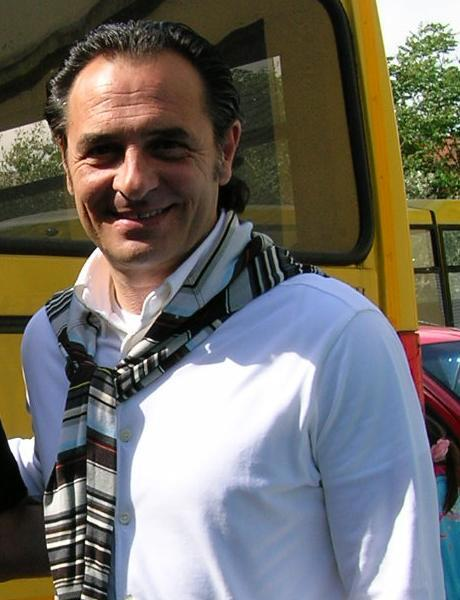
Cesare Prandelli.

Afin de ne pas revivre une saison difficile, le club se renforce en cours de l'été 2005, notamment sur le plan administratif avec les arrivées du directeur sportif Pantaleo Corvino et de l'entraîneur Cesare Prandelli. L'effectif est amputé de Giorgio Chiellini, Enzo Maresca, Fabrizio Miccoli et Christian Obodo. La Fiorentina a décidé d'axer son recrutement sur un mélange entre joueurs d'expérience et jeunes espoirs. C'est ainsi que sont recrutés Luca Toni, Sébastien Frey, Alessandro Gamberini, Riccardo Montolivo, Manuel Pasqual, Stefano Fiore, Cristian Brocchi, Michele Pazienza, Marco Di Loreto et Giuseppe Pancaro.
La première partie de saison est exceptionnelle, la Fiorentina occupant les premières places du classement, s'affirmant contre la révélation de la saison et se positionnant pour une place en Coupe d'Europe. Ainsi, à la fin de l'année 2005, l'équipe est quatrième de Serie A, avec un Luca Toni en tête du classement des buteurs avec 16 réalisations. Il est également le premier joueur florentin à inscrire un triplé sous le maillot de la Squadra Azzurra contre la Biélorussie.
Lors du mercato d'hiver, la Fiorentina recrute Per Kroldrup (Everton, 6 M€), Luis Jiménez (Ternana, copropriété pour 2,5 M€) ainsi que Bogdan Lobonț (Ajax, 1,5 M€) et Gianluca Berti (Empoli). Ces deux derniers étant recrutés pour combler l'absence sur blessure de Sébastien Frey et le départ de Sebastián Cejas pour Empoli. Ainsi l'opération de rajeunissement de Corvino continue.
Ces arrivées, notamment celle de Luis Jiménez, se révèlent décisives. Tout comme la réussite de Luca Toni (31 buts, il remporte le Soulier d'or européen). Ainsi la Fiorentina résiste au retour de l'AS Rome (11 victoires consécutives, record à l'époque mais battu un an plus tard par l'Inter), et se qualifie pour le tour préliminaire de la Ligue des champions grâce à sa quatrième place.
Mais, au cours de l'été, la Fiorentina se retrouve mêlée au scandale du Calciopoli, avec l'accusation pour certains de ses dirigeants de tricherie. Selon les enquêteurs, Diego Della Valle (propriétaire), Andrea Della Valle (président) et Sandro Mencucci (administrateur délégué) auraient contacté le vice-président de la FIGC, Innocenzo Mazzini, afin de faciliter le maintien du club toscan au cours de la saison 2004-2005, au détriment de Bologne. L'affaire se déroule à deux niveaux judiciaires : la commission d'appel fédérale condamne la Fiorentina à une rétrogradation en Serie B avec 12 points de pénalité au départ de la saison suivante. Mais la Cour fédérale de la FIGC ramène la sanction à une perte de 30 points pour la saison 2005-2006, faisant perdre la qualification obtenue pour la Ligue des champions, ainsi qu'une pénalité de 19 points pour la saison 2006-2007. Enfin l'arbitrage du Comité Olympique National Italien réduit la pénalité à 15 points, considérant que la responsabilité du club lors de l'affaire concernant la rencontre Lecce-Parme ne peut être prouvée. Finalement, il n'est pas prouvé que des employés du club florentin étaient directement impliqués dans le Calciopoli.

#### 2006-2007: la pénalisation et le retour

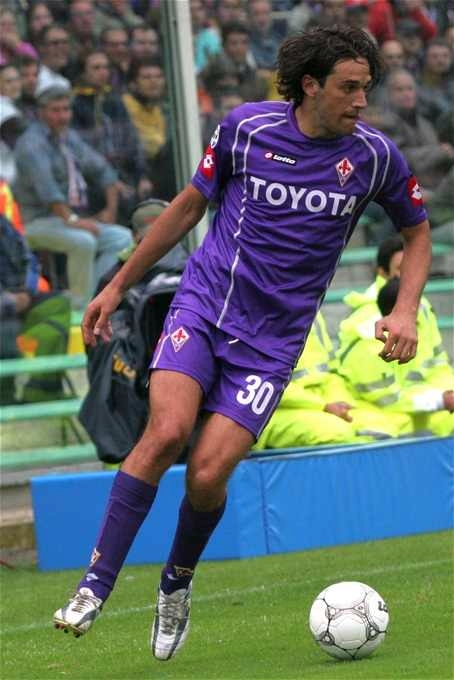
Luca Toni.

Lors de l'été 2006, Cristian Brocchi, Stefano Fiore et Luis Jiménez quittent le club. Mais des joueurs importants arrivent : Adrian Mutu, Mario Alberto Santana, Fabio Liverani, Manuele Blasi et Massimo Gobbi. Sébastien Frey et Riccardo Montolivo, arrivés l'année précédente, sont quant à eux définitivement acquis.
La Fiorentina commence la saison en Coupe d'Italie, en éliminant au premier tour la petite équipe de Giarre (3-0, doublé de Pazzini, Santana). Mais, lors du second tour, la Viola est éliminée par le Genoa (1-0).
Le 9 septembre 2006 débute le Championnat d'Italie 2006-2007, le premier sans la Juventus, par une défaite de la Fiorentina, à domicile, 2-3 (0-2 à la mi-temps) contre le favori de la saison : l'Inter. Malgré la pénalité de quinze points infligés par la Fédération et un mauvais début de saison (une victoire et trois défaites en quatre matches), la Fiorentina réussit à se reprendre et à atteindre le milieu du tableau à la fin des matches aller.
Lors du mercato hivernal, la Fiorentina se renforce avec l'arrivée du jeune milieu de terrain serbe Zdravko Kuzmanović (FC Bâle, 3 M€), joueur qui a accusé le directeur sportif de Palerme, Rino Foschi, d'avoir tenté de corrompre son père et aussi agent. Dans le sens des départs, le gardien Bogdan Lobonț rejoint le Dinamo Bucarest, Guilherme Raymundo do Prado est prêté à La Spezia et Francesco Parravicini, déjà prêté à Palerme, est de nouveau prêté à Parme.
Lors des matches retour, la Viola continue son ascension vers les sommets, arrivant à terminer à la sixième place du classement. La Fiorentina se qualifie donc en Coupe UEFA grâce à la meilleure défense du Championnat (31 buts encaissés) et la troisième meilleure attaque (62 buts marqués).

#### 2007-2008: demi-finale de la Coupe UEFA
Au mercato estival sont recrutés Federico Balzaretti (Juventus), Anthony Vanden Borre (Anderlecht), Pablo Osvaldo (Atalanta Bergame), Franco Semioli (Chievo Vérone) et Christian Vieri (Atalanta Bergame). De leur côté, Valeri Bojinov (Manchester City, 8 M€), Manuele Blasi (Naples) et Reginaldo (Parme) quittent le club.
Lors de la première partie du championnat, débuté le 26 août par une victoire de la Fiorentina dans le derby toscan contre Empoli (3-1), la Viola profite des buts de l'inusable Vieri et peut s'affirmer comme une sérieuse prétendante à la qualification en Ligue des champions.

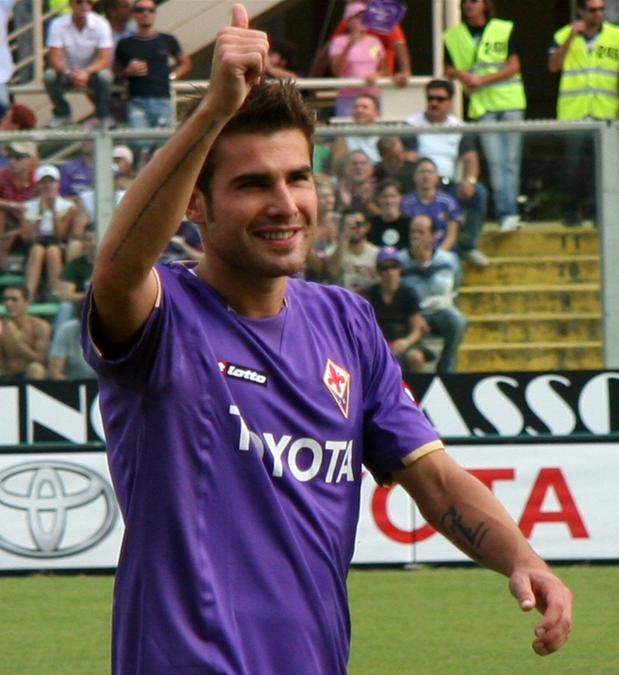
Adrian Mutu.

Au cours du mercato hivernal, les dirigeants recrutent Papa Waigo N'Diaye, en copropriété avec le Genoa en échange d'Anthony Vanden Borre, pourtant arrivé quelques mois plus tôt. Ils recrutent également Daniele Cacia (Piacenza, copropriété) et le jeune Manuel da Costa (PSV Eindhoven). Dans le sens inverse, Arturo Lupoli est prêté à Trévise tandis que Michele Pazienza et Federico Balzaretti sont transférés à, respectivement, Naples et Palerme.
La Fiorentina se retrouve au coude-à-coude avec le Milan AC pour la quatrième place, la dernière qualificative en Ligue des champions. Le 20 mars, les joueurs florentins gagnent à Turin (2-3) contre la Juventus, le rival historique, pour la première fois depuis presque vingt ans. Ce succès est dignement fêté par les supporters au retour des joueurs à Florence. Finalement, c'est la Viola qui se qualifie pour la plus prestigieuse des compétitions européennes, signant ainsi son grand retour après huit ans d'absence. Bien que le match décisif se joue sur la pelouse du Torino, plus de 30 000 spectateurs sont présents au Stade Artemio Franchi pour suivre le match et attendre l'équipe.
Au niveau européen, la Fiorentina atteint la demi-finale de la Coupe UEFA, après une qualification en quarts contre le PSV Eindhoven (1-1 à domicile, 0-2 au Philips Stadion). Avec six buts inscrits, Adrian Mutu égale le record de Kurt Hamrin et de Gabriel Batistuta, meilleurs buteurs de la Fiorentina en une saison européenne. Lors de la demi-finale, l'adversaire de la Viola est le Rangers FC. À l'aller, les Florentins arrachent le match nul (0-0) sur la pelouse de l'Ibrox Stadium mais, au match retour, le score est identique. Il faut donc une séance de tirs au but pour départager les deux équipes. Après un premier arrêt de Sébastien Frey sur la tentative de Barry Ferguson, la Fiorentina ne parvient pas à concrétiser son avantage à la suite des échecs de Fabio Liverani et Christian Vieri, permettant ainsi aux Écossais de se qualifier pour la finale à Manchester, où ils perdront face au Zénith Saint-Pétersbourg.

#### 2008-2009: le retour en Ligue des champions et une nouvelle4eplace

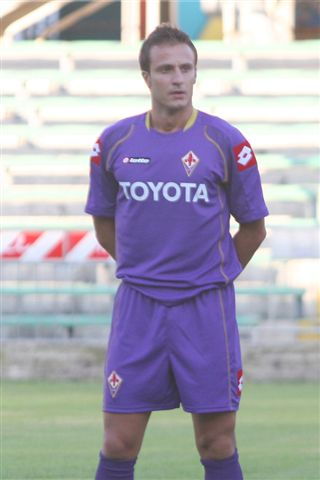
Alberto Gilardino, recrue de l'été 2008.

La Fiorentina, qui retourna en Ligue des champions après huit années d'absence, recruta Felipe Melo de Carvalho, Stevan Jovetić, Alberto Gilardino, Juan Manuel Vargas, Gianluca Comotto et, en prêt, Marco Storari, Luciano Zauri et Sergio Bernardo Almirón, pour un montant total de 50 M€. Partirent, quant à eux, Tomas Ujfalusi, Fabio Liverani, Christian Vieri, Daniele Cacia et Alessandro Potenza. Anthony Vanden Borre, jusqu'alors en copropriété avec Genoa, fut définitivement transféré. Lors du mercato hivernal, la vente de Pablo Osvaldo et Giampaolo Pazzini permirent d’encaisser 16 M€.
Les Della Valle annoncèrent le projet d'un nouveau stade, qui serait construit dans le quartier de Castello : une installation polyvalente qui permettrait à la Fiorentina un revenu plus important (de 12 M€ au Franchi, le club passerait à 50 M€) qui pourrait permettre à la Viola de réduire l'écart de budget entre elle et les grands clubs italiens. En plus du nouveau projet, une restructuration importante de l'Artemio Franchi serait envisagée.
Sur le plan sportif, la Fiorentina remporta son tour préliminaire de Ligue des champions contre les Tchèques du Slavia Prague (2-0, 0-0). Le premier match de poule fut joué à Lyon et les deux équipes se neutralisèrent (2-2), alors que les Italiens menaient 2-0 à la mi-temps. Un nouveau match nul sanctionna la partie contre le Steaua Bucarest (0-0). Puis vint la double confrontation avec le favori du groupe, le Bayern Munich, après avoir encaissé une lourde défaite (3-0) en Allemagne, la Viola ne put faire mieux qu’un match nul (1-1) au Franchi. Après une nouvelle défaite, contre Lyon cette fois (1-2), la Fiorentina, avec seulement trois points, fut mathématiquement éliminée et dut relever le défi de battre le Steaua Bucarest pour se voir reversée en Coupe UEFA, pari remporté grâce à une victoire 1-0 en Roumanie. Malheureusement pour eux, les Florentins se firent éliminer dès les 1/16 de finale de cette compétition par l’Ajax, l'un des favoris de la compétition (0-1, 1-1). Cette élimination, associée au classement moyen du club en Serie A (la Fiorentina termina la phase aller en occupant la sixième place) déclencha un vent de colère parmi les supporters. D’autant plus que le club se fit également éliminer de la Coupe d’Italie par le Torino.
Mais ces différentes éliminations offrirent à la Fiorentina la possibilité de se recentrer sur l’objectif de la quatrième place du Championnat, alors que le Genoa se révélait comme une possible surprise. Grâce à une série de sep victoires en huit matches entre la 28e journée et la 36e journée, la Fiorentina se rendit à Lecce (37e journée) avec l’assurance d’une qualification en C1 en cas de simple match nul. Ce qu’elle obtint (1-1) grâce à un but de Martin Jørgensen. L’ultime journée vit s’affronter la Fiorentina et le Milan AC au Franchi pour un match décisif. En effet, le vainqueur se qualifiait directement en Ligue des champions, alors que le perdant devrait passer par un tour préliminaire. Les Milanais l’emportèrent 2-0. Après une longue fin de saison 2010 ponctué par une 11e place en championnat et une élimination en Ligue des champions en 1/8e de finale face au Bayern Munich, Cesare Prandelli quitte la Toscane pour la sélection italienne. S'ensuit deux saisons décevantes où la viola retombera dans le ventre mou du Calcio et changement d'entraineur.

#### L'ère Montella: une équipe au style séduisant
Après deux saisons moribondes, Andrea Della Valle décide de confier les clefs de l'équipe à un jeune et novice entraineur : Vincenzo Montella. Arrivé de Rome avec une éphémère expérience du banc touche, il arrive à Florence pour relancer le club. Il entreprend d'ambitieux changements tant sur la philosophie de jeu que sur la gestion de son groupe. Montella prône le beau jeu axé sur la possession de balle et une belle organisation tactique en attaque. Ce nouveau projet de jeu est symbolisé par l'arrivée de nouveaux joueurs comme Borja Valero, Juan Cuadrado ou encore Giuseppe Rossi. La méthode Montella ne tarde pas à se faire ressentir, les résultats sont tout de suite aux rendez-vous, le club se place dans les hauteurs du classements du championnat. Le club terminera à une encourageante quatrième place et se qualifie de nouveau pour l'Europe. Cette première saison sera une véritable révélation en Italie pour beaucoup, notamment pour Montella dont la notoriété de jeune et compétent technicien ne cesse d'augmenter. La saison suivante est celle de la confirmation pour la viola, elle est un candidat sérieux pour la C1.
Pour poursuivre sa progression, le club s'attache les services de l'international allemand Mario Gómez. Après un bon début de saison ponctué par une victoire retentissante face à la Juventus Turin 4-2 après avoir été mené 2-0, le club se qualifie brillamment pour le deuxième tour de la Ligue Europa en terminant invaincu. La suite de la saison est plus compliquée, le buteur Rossi se blesse gravement de nouveau au genou et Gomez enchaine les pépins physiques, c'est le talentueux Cuadrado qui portera la responsabilité de l'attaque de l'équipe en évoluant plus haut sur le terrain. Malheureusement, ce dernier est bien trop seul pour permettre à la viola d'éviter l'élimination en Ligue Europa face à la Juve. Florence sauve l'essentiel en conservant sa quatrième place en fin de saison.
Lors de la saison 2014-2015, l'équipe affiche un objectif d'accrocher la troisième place synonyme de C1. Malgré une bonne préparation d'été, l'équipe entame difficilement le début du championnat en enchainant des résultats moyens et affichant un manque d’efficacité à l'image de Cuadrado, moins tranchant et moins décisif. Ce dernier annoncé un peu partout en Europe, finira par quitter la Toscane contre 36 millions d'euros et Mohamed Salah dans la transaction. Ce transfert qui annonçait le pire à la viola pour le reste de la saison va vite être un vrai déclic. En effet, Mohamed Salah peu utilisé à Chelsea va rapidement remplacer Cuadrado dans le cœur des tifosis de la Fiorentina, celui-ci va inscrire but sur but dès ses premiers matchs, enchainant exploits techniques et prestations de grande classe, il permet à la viola de revenir dans le top 5 et contribue au beau parcours des toscans en Ligue Europa en éliminant tour à tour Tottenham, l'AS Roma, le Dynamo Kiev. À la fin de saison, malgré une nouvelle quatrième place, les dirigeants décident de se séparer de leur entraineur, Vincenzo Montella.

### 2015-2019: Paulo Sousa nouvel entraîneur, puis Stefano Pioli et8eplace
À la suite du départ de Vincenzo Montella, Paulo Sousa est nommé à la tête de la Viola. Lors du Championnat d'Italie de football 2016-2017, malgré des exploits comme une victoire 5-4 contre l'Inter, le club finit 8e avec de grosses défaites (4-0 contre l'AS Roma ou 4-1 par le SSC Naples) et une élimination en 16es de finale de Ligue Europa par le Borussia Mönchengladbach. La Fiorentina ne se qualifie donc pas pour une compétition européenne pour la saison 2017-2018.
Stefano Pioli est nommé pour la saison 2017-2018. Cette saison commence par une lourde défaite au Stade Giuseppe-Meazza contre l'Inter 3-0 et, malgré de belles victoires contre le Torino Football Club, Bénévent Calcio ou le Chievo Verona, la Viola n'est pas dans le top 5 à l'issue de la 11e journée (7e à égalité avec le Milan AC et le Torino).
Le 4 mars 2018, le capitaine de l'équipe Davide Astori est victime d'un arrêt cardiaque dans sa chambre d'hôtel à Udine, qui lui coûte la vie. Ce tragique accident survient quelques heures avant le match contre l'Udinese Calcio. Les matchs de la 27e journée du Championnat d'Italie de football 2017-2018 sont donc reportés à une autre date.

### Depuis 2019: l'ère Rocco Commisso

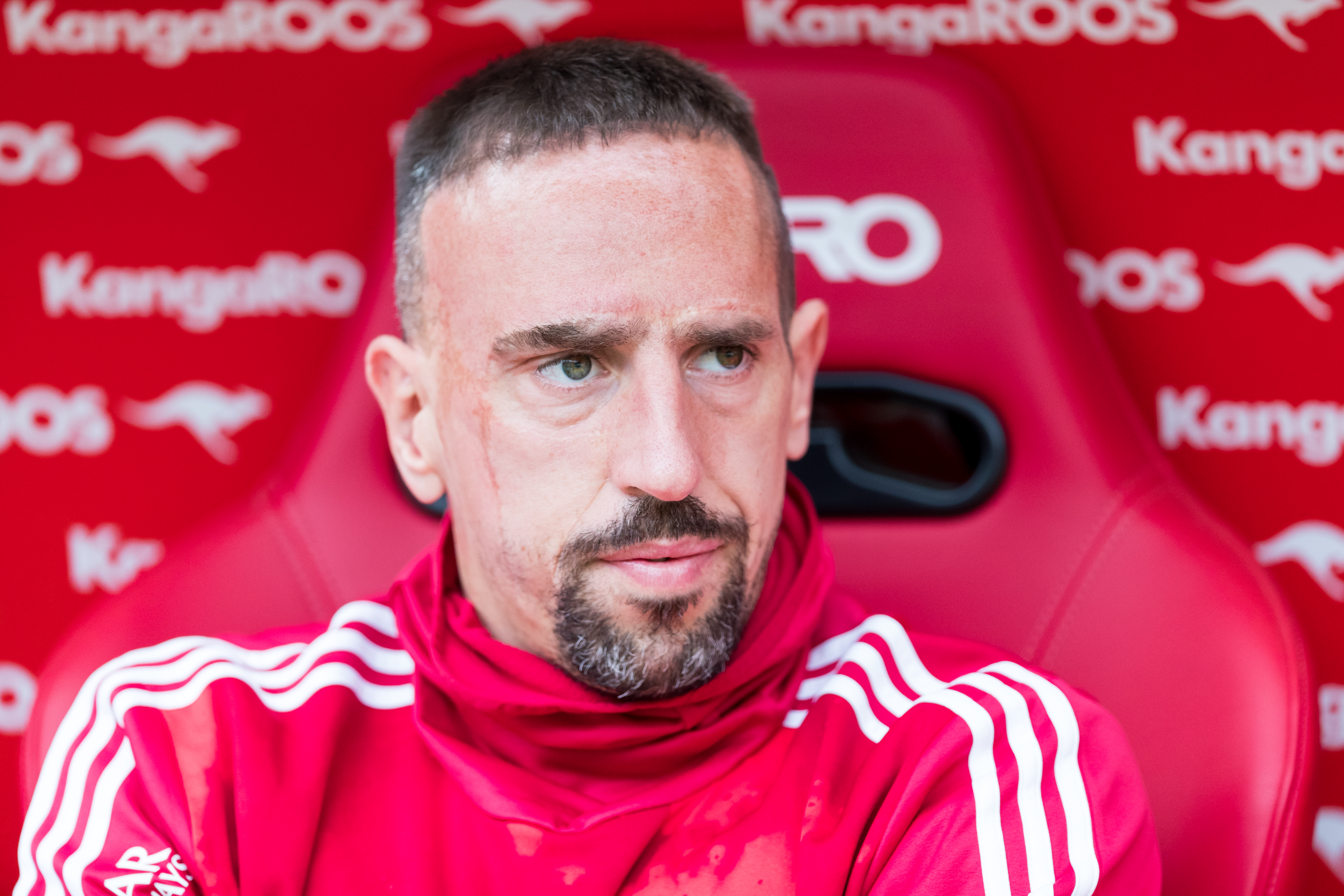
Franck Ribéry.

Après une saison 2018-2019 décevante (16e en Serie A, à trois points de la zone relégable), le club florentin est racheté par un investisseur italo-américain, Rocco Commisso, pour environ 160 millions d'euros, mettant alors fin à la présidence des frères Diego et Andrea Della Valle depuis 17 ans au club. Voulant faire à tout prix une équipe de la Fiorentina comme auparavant, de classe européenne, le propriétaire marque ses ambitions sur le mercato estival 2019, achetant en premier lieu l'entraîneur Vincenzo Montella, ainsi que des joueurs expérimentés comme Kevin-Prince Boateng ou encore Franck Ribéry.
À la suite de la saison 2021-2022, la Fiorentina du nouvel entraîneur Vincenzo Italiano se classe 7°, ce qui lui permet de se qualifier à la Ligue Europa Conférence et de retourner en Europe après plusieurs années décevantes, malgré le départ du buteur Dušan Vlahović à la Juventus.

## Palmarès
| Compétitions nationales | Compétitions internationales |
| - Serie A (D1) : - Champion (2) : 1956 et 1969. - Vice-champion (5) : 1957, 1958, 1959, 1960 et 1982. - Serie B (D2) : - Champion (3) : 1931, 1939 et 1994. - Serie C (D3) : - Champion (1) : 2003. - Coupe d'Italie : - Vainqueur (6) : 1940, 1961, 1966, 1975, 1996 et 2001. - Finaliste (5) : 1958, 1960, 1999, 2014 et 2023. - Supercoupe d'Italie : - Vainqueur (1) : 1996. | - Ligue des champions : - Finaliste (1) : 1957. - Coupe UEFA : - Finaliste (1) : 1990. - Ligue Europa Conférence - Finaliste (2) : 2023 et 2024 - Coupe d'Europe des vainqueurs de coupe : - Vainqueur (1) : 1961. - Finaliste (1) : 1962. - Coupe Mitropa : - Vainqueur (1) : 1966. - Coupe des Alpes : - Finaliste (1) : 1970. - Coupe de la Ligue anglo-italienne : - Vainqueur (1) : 1975. |

## Personnalités du club

### Effectif professionnel actuel
Le premier tableau liste l'effectif professionnel de l'ACF Fiorentina pour la saison 2025-2026. Le second recense les prêts effectués par le club lors de cette même saison.
En grisé, les sélections de joueurs internationaux chez les jeunes mais n'ayant jamais été appelés aux échelons supérieurs une fois l'âge-limite dépassé ou les joueurs ayant pris leur retraite internationale.

Note : Le numéro 13 a été retiré par le club. En effet, le 13 représente le numéro que portait le capitaine Davide Astori, mort subitement le 4 mars 2018.

### Joueurs emblématiques
- Enrico Albertosi
- Lorenzo Amoruso
- Giancarlo Antognoni
- Davide Astori
- Roberto Baggio
- Federico Bernardeschi
- Nicola Berti
- Mario Bertini
- Cristiano Biraghi
- Mauro Bressan
- Domenico Caso (it)
- Sergio Cervato
- Luciano Chiarugi
- Giorgio Chiellini
- Enrico Chiesa
- Federico Chiesa
- Sandro Cois
- Giancarlo De Sisti
- Angelo Di Livio
- Marco Donadel
- Giovanni Galli
- Claudio Gentile
- Alberto Gilardino
- Francesco Graziani
- Luigi Griffanti
- Daniele Massaro
- Aurelio Milani
- Riccardo Montolivo
- Pasquale Padalino
- Christian Riganò
- Anselmo Robbiati (it)
- Giuliano Sarti
- Francesco Toldo
- Luca Toni
- Moreno Torricelli
- Pietro Vierchowod
- Giuseppe Virgili
- Stefan Effenberg
- Mario Gómez
- Gabriel Batistuta
- Daniel Bertoni
- Miguel Montuori
- Juan Carlos Morrone
- Daniel Passarella
- Luis Oliveira
- Adriano
- Amarildo
- Dunga
- Edmundo
- Julinho
- Mazinho
- Neto
- Sócrates
- Juan Cuadrado
- Luboš Kubík
- Tomáš Řepka
- Tomáš Ujfaluši
- Martin Jørgensen
- Brian Laudrup
- Mohamed Salah
- Joaquín
- Borja Valero
- Sébastien Frey
- Franck Ribéry
- Hidetoshi Nakata
- Houssine Kharja
- Stevan Jovetić
- Predrag Mijatović
- Stefan Savić
- Jakub Blaszczykowski
- Rui Costa
- Nuno Gomes
- Ianis Hagi
- Marius Lăcătuș
- Bogdan Lobonț
- Adrian Mutu
- Ciprian Tătărușanu
- Andreï Kanchelskis
- Dusan Vlahovic
- Josip Iličić
- Valon Behrami
- Gunnar Gren
- Kurt Hamrin
- Stefan Schwarz
- Zísis Vrýzas
- Pedro Petrone

### Les présidents
- 1926-1942 :  Marquis Luigi Ridolfi
- 1942-1945 :  Scipione Picchi
- 1945-1946 :  Arrigo Paganelli
- 1946-1947 :  Igino Cassi
- 1947-1948 :  Ardelio Allori
- 1948-1951 :  Carlo Antonini
- 1951-1961 :  Enrico Befani
- 1961-1965 :  Enrico Longinotti
- 1965-1971 :  Nello Baglini
- 1971-1977 :  Ugolino Ugolini
- 1977-1979 :  Rodolfo Melloni
- 1979-1980 :  Enrico Martellini
- 1980-1986 :  Flavio Pontello
- 1986-1987 :  Pier Cesare Baretti
- 1987-1990 :  Lorenzo Righetti
- 1990-1993 :  Mario Cecchi Gori
- 1993-2002 :  Vittorio Cecchi Gori
- 2002 :  Ugo Poggi
- 2002 :  Ottavio Bianchi
- 2002-2004 :  Gino Salica
- 2004-2009 :  Andrea Della Valle
- 2009-2019 :  Mario Cognigni
- 2019 :  Rocco Commisso

### Records individuels
|   | Nom                 | Matches | Dates     |
| - | ------------------- | ------- | --------- |
| 1 | Giancarlo Antognoni | 429     | 1972-1987 |
| 2 | Giuseppe Brizi      | 389     | 1962-1976 |
| 3 | Claudio Merlo       | 377     | 1965-1976 |
| 4 | Kurt Hamrin         | 362     | 1958-1967 |
| 5 | Giuseppe Chiappella | 357     | 1949-1960 |

|   | Nom                 | Buts | Dates     |
| - | ------------------- | ---- | --------- |
| 1 | Kurt Hamrin         | 208  | 1958-1967 |
| 2 | Gabriel Batistuta   | 207  | 1991-2000 |
| 3 | Miguel Montuori     | 84   | 1955-1961 |
| 4 | Giancarlo Antognoni | 72   | 1972-1987 |
| 5 | Adrian Mutu         | 69   | 2006-2011 |

## La culture Fiorentina

### L'hymne

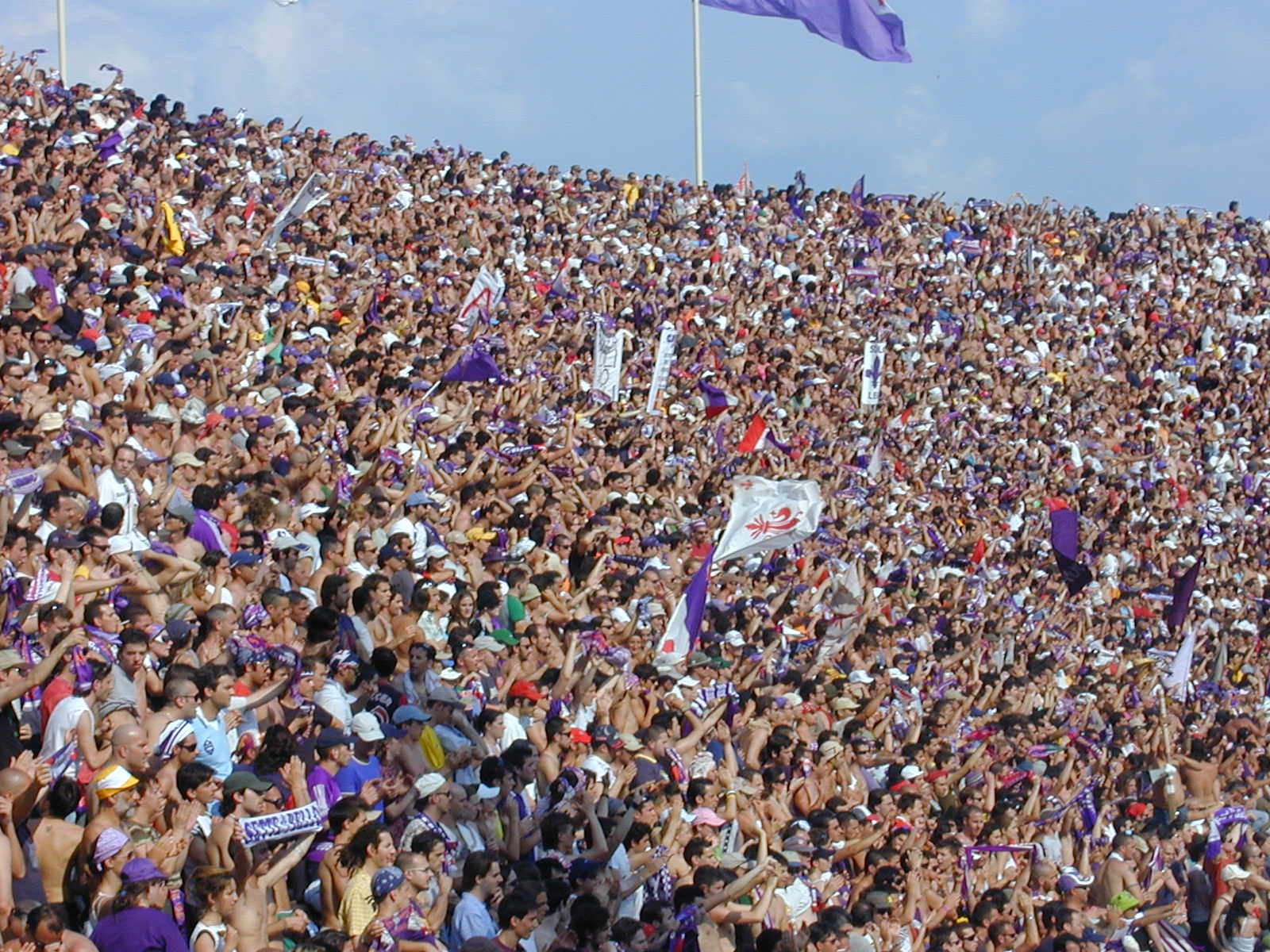
Tifosis de la Fiorentina.

L'hymne de la Fiorentina, intitulé « La canzone viola » (« La chanson violette ») mais connue sous le nom de « O Fiorentina », fut écrite dans les années 1930 par l'Ordine del Marzocco, une sorte de fan-club avant l'heure, avec des paroles de Marcello Manni et une musique de Marco Vinicio. La version la plus célèbre est celle chantée par Narciso Parigi dans les années 1950 et diffusée au Franchi avant chaque match. Curieusement, le chœur qui accompagne l'hymne de la version originale était constitué de joueurs de l'Inter (parmi lesquels le supporter florentin Egisto Pandolfini), recueillis par Narciso Parigi au moment de son enregistrement dans un studio milanais. Une version de l'hymne fut réenregistrée par Gianni Maroccolo (ancien du Litfiba) au début des années 2000 mais fut abandonnée après seulement une saison.
En outre, depuis de nombreuses années, la Fiorentina possède également un autre hymne officiel : Alé Fiorentina écrit par Corsini, Gallerini et Dolcino. Il est également interprété par Narciso Parigi. Cette chanson était diffusée lorsque les joueurs florentins entraient sur la pelouse pour la seconde période. Mais cet usage est maintenant abandonné.
En 1981, les dirigeants du club adoptèrent un nouvel hymne, La Fiorentina, qui persista jusqu'en 1990 malgré le fait que les supporters lui préférait encore l'ancien hymne.
En 1998, le chanteur Pupo proposa et enregistra un nouvel hymne, È Fiorentina, chanté lors de l'émission télévisée Quelli che il calcio. Cette chanson fut diffusée au cours de la saison 1998-1999 lors de quelques matches (avec paroles retransmises sur les panneaux d'affichage) mais ne fut jamais adoptée officiellement.

### Maillots et couleurs

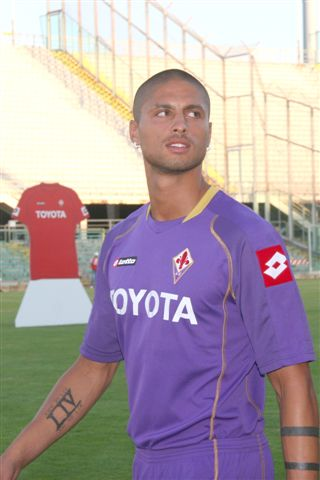
Tenue 2008-2009

La Fiorentina est l'équipe de football identifiée par métonymie dès que l'on parle de violet, compte tenu de la rareté de cette couleur dans le milieu, même si avec l'explosion du merchandising celle-ci a tendance à se diffuser. Peu d'autres équipes célèbres utilisent le violet en dehors de l'Austria Vienne, du Toulouse FC et de l'Újpest FC ainsi que, plus rarement, du RSC Anderlecht et du Real Madrid.
Si le violet est assimilée à la ville de Florence, cela est une erreur. En effet, les couleurs de la cité sont le blanc et le rouge, initialement portées par les joueurs florentins. La première tenue fut moitié blanche, moitié rouge, avec le blason de la ville sur la poitrine. La tradition veut qu'après un lavage raté, les deux couleurs se mélangèrent pour donner du violet, couleur immédiatement adoptée par le public et qui ne fut plus changée par la suite.
Durant des années, la tenue n'a pas changé et était unie, les shorts alternant entre le blanc et le noir. Les liserés, quand il y en avait, étaient alors généralement blancs. Mais avec les besoins du merchandising, ces derniers devinrent parfois rouges. On vit même apparaître des dessins jaunes.
| Tenue historique |

| Années 1950 |

| Années 1960 |

| Années 1970 |

| 1995-97 |

Comme second maillot, la Fiorentina a toujours eu une tenue blanche, selon les années plus ou moins ornée par des dessins ou des liserés violets. Le troisième maillot, introduit à partir de 1996, est généralement rouge mais, certaines années, il fut jaune ou gris argenté.
| Troisième tenue 1995-97 |

| Troisième tenue 2000 |

| Troisième tenue 2001 |

#### Logos

Logo de 2003 à 2022.
Logo à partir de la saison 2022-2023.

#### Sponsor
| Années    | Sponsor           |
| --------- | ----------------- |
| 1967-1981 | Aucun             |
| 1981-1983 | J.D. Farrow's     |
| 1983-1986 | Opel              |
| 1986-1989 | Crodino           |
| 1989-1991 | La Nazione        |
| 1991-1992 | Giocheria         |
| 1992-1994 | 7 Up              |
| 1994-1997 | Sammontana        |
| 1997-1999 | Nintendo          |
| 1999-2002 | Toyota            |
| 2002-2004 | Fondiaria         |
| 2004-2010 | Toyota            |
| 2010      | Save the Children |
| 2011-2014 | Mazda             |
| 2014-2015 | Volkswagen        |
| 2017-2018 | Folletto          |